# Mairevila
Mairevila (en francès Mayreville) és un municipi francès situat al departament de l'Aude i a la regió d'Occitània.